# Mairead Maguire
Mairead Maguire o Mairead Corrigan-Maguire (Belfast, Irlanda del Norte, 27 de enero de 1944) es una activista y cofundadora, junto con Betty Williams, del Movimiento para la Paz en Irlanda del Norte, una organización que buscó soluciones pacíficas al conflicto armado norirlandés. En 1976 recibió, junto con Williams, el Premio Nobel de la Paz.

## Biografía
Nació en el seno de una familia católica de Belfast, cursando estudios primarios en colegios católicos para finalmente trabajar de secretaria en una oficina. Corrigan inició su activismo a favor de la paz cuando los tres hijos de su hermana, Anne Maguire, murieron el 10 de agosto de 1976 atropellados por el coche de Danny Lennon, un fugitivo del IRA, que había sido abatido por tropas británicas.
Betty Williams, antiguo miembro del IRA, fue testigo del accidente e inició la búsqueda de 6.000 firmas pidiendo una solución pacífica al conflicto armado norirlandés. Corrigan se unió al trabajo de Williams, fundando el movimiento Mujeres por la Paz, que posteriormente se transformó en Movimiento por la Paz de Irlanda del Norte. Ambas consiguieron reunir en las calles de la ciudad de Belfast a más de 35.000 personas pidiendo una solución pacífica al conflicto, consiguiendo reunir tanto católicos como protestantes.
En 1981 se casó con su cuñado Jackie Maguire, viudo de su hermana Anne Maguire la cual se había suicidado el año anterior sin poder recuperarse nunca de la muerte de sus tres hijos en el accidente automovilístico de 1976. Desde entonces sigue trabajando para conseguir el final del conflicto armado norirlandés, especialmente, pero también los demás conflictos armados que afectan a la gente viajando alrededor del planeta y dando a conocer los diversos conflictos.

## Trayectoria

### Movimiento por la paz en Irlanda del Norte (1976-1980)
Maguire comenzó a participar activamente en el movimiento pacifista de Irlanda del Norte después de que tres hijos de su hermana, Anne Maguire, murieran atropellados por un coche conducido por Danny Lennon, un fugitivo del Ejército Republicano Irlandés Provisional (IRA) que había sido abatido por las tropas británicas cuando intentaba darse a la fuga. El 10 de agosto, Lennon y su cómplice John Chillingworth transportaban un rifle Armalite por Andersonstown, Belfast, cuando las tropas británicas, que decían haber visto un rifle apuntandoles, abrieron fuego contra el vehículo, matando instantáneamente a Lennon e hiriendo gravemente a Chillingworth. El coche que conducía Lennon se descontroló y se subió a una acera en Finaghy Road North, chocando con Anne Maguire y tres de sus hijos que estaban de compras Joanne y Andrew murieron en el lugar de los hechos; John Maguire sucumbió a sus heridas en un hospital al día siguiente.
Betty Williams, una residente de Andersonstown que pasaba por allí, fue testigo de la tragedia y acusó al IRA de disparar contra la patrulla británica y provocar el incidente En los días siguientes comenzó a recoger firmas para una petición de paz entre protestantes y católicos y consiguió reunir a unas 200 mujeres para marchar por la paz en Belfast. La marcha pasó cerca de la casa de Mairead Maguire (entonces Mairead Corrigan), que se unió a ella. Ella y Williams se convirtieron así en "las líderes conjuntas de un movimiento de masas prácticamente espontáneo" La siguiente marcha, a los lugares de enterramiento de los tres niños Maguire, reunió a 10.000 mujeres protestantes y católicas. Las manifestantes, incluidas Maguire y Williams, fueron atacadas físicamente por miembros del IRA. A finales de mes, Maguire y Williams habían sacado a las calles de Belfast a 35.000 personas que pedían la paz entre las facciones republicana y lealista.
Inicialmente adoptó el nombre de "Mujeres por la Paz", pero el movimiento cambió su nombre por el de "Comunidad de Personas por la Paz", de género neutro, o simplemente "Personas por la Paz", cuando se unió el corresponsal de la prensa irlandesa Ciaran McKeown. En contraste con el clima imperante en la época, Maguire estaba convencida de que la forma más eficaz de acabar con la violencia no era la violencia, sino la reeducación. La organización publicaba un periódico quincenal, Peace by Peace, y ofrecía a las familias de los presos un servicio de autobús para ir y venir de las cárceles de Belfast. En 1977, ella y Betty Williams recibieron el Premio Nobel de la Paz de 1976 por sus esfuerzos. Con 32 años en ese momento, fue la galardonada más joven con el Premio Nobel de la Paz hasta que Malala Yousafzai recibió el premio en 2014.
En 1976 Betty Williams y Mairead Corrigan fueron recompensadas con el Premio Nobel de la Paz "por sus luchas pacíficas en el proceso de Irlanda del Norte mediante la fundación del Movimiento por la Paz de Irlanda del Norte".
El 30 de junio de 2009 Corrigan partió rumbo a la Franja de Gaza en el carguero Spirit of Humanity junto a otros 21 activistas pro derechos humanos, siendo interceptados por la Marina de Israel, siendo todos los activistas detenidos y puestos en prisiones diferentes, en pequeñas celdas e incomunicados.
Es miembro del Comité de Honor de la Coordinación internacional para el Decenio de la no violencia y de la paz.

## Después del Premio Nobel
En enero de 1980, tras una prolongada batalla contra la depresión por la pérdida de sus hijos en el incidente de Finaghy Road de 1976, la hermana de Mairead Maguire, Anne, se suicidó. Un año y medio después, en septiembre de 1981, Mairead se casó con Jackie Maguire, que era el viudo de su difunta hermana. Tiene tres hijastros y dos hijos propios, John Francis (nacido en 1982) y Luke (nacido en 1984).
En 1981, Maguire cofundó el Comité para la Administración de Justicia, una organización no sectaria dedicada a la defensa de los derechos humanos.
Es miembro del grupo antiabortista Consistent Life Ethic, que está en contra del aborto, la pena capital y la eutanasia.
Maguire ha participado en varias campañas en favor de los presos políticos de todo el mundo. En 1993, ella y otros seis premios Nobel de la Paz intentaron sin éxito entrar en Myanmar desde Tailandia para protestar por la prolongada detención de la líder de la oposición Aung San Suu Kyi. Fue la primera firmante de una petición de 2008 en la que se pedía a Turquía que pusiera fin a las torturas infligidas al líder kurdo Abdullah Öcalan. En octubre de 2010, firmó una petición en la que se pedía a China que liberara al premio Nobel de la Paz Liu Xiaobo de su arresto domiciliario.
En 2003, Maguire fue seleccionada para formar parte de la junta honorífica de la Coalición Internacional para el Decenio, una coalición de grupos nacionales e internacionales, presidida por Christian Renoux, cuyo objetivo era promover la visión de las Naciones Unidas de 1998 de la primera década del siglo XXI como el Decenio Internacional para la Promoción de una Cultura de Paz y No Violencia para los Niños del Mundo.
En 2006, Maguire fue una de las fundadoras de la Iniciativa de las Mujeres del Premio Nobel, junto con las también galardonadas con el Premio de la Paz Betty Williams, Shirin Ebadi, Wangari Maathai, Jody Williams y Rigoberta Menchú. La Iniciativa se describe a sí misma como seis mujeres que representan a América del Norte y del Sur, Europa, Oriente Medio y África y que decidieron reunir sus "extraordinarias experiencias en un esfuerzo conjunto por la paz con justicia e igualdad  y ayudar a fortalecer el trabajo que se está realizando en apoyo de los derechos de las mujeres en todo el mundo.
Maguire apoyó el movimiento Occupy y calificó al fundador de WikiLeaks, Julian Assange, de "muy valiente". También ha elogiado a Chelsea Manning. "Creo que ha sido tremendamente valiente al decir la verdad", ha dicho, añadiendo que "el gobierno estadounidense y la OTAN han destruido Irak y Afganistán. Sus próximos objetivos serán Siria e Irán".
Junto con Desmond Tutu y Adolfo Pérez Esquivel, Maguire publicó una carta de apoyo a Chelsea Manning, en la que decía: "Las palabras atribuidas a Manning revelan que pasó por una profunda lucha moral entre el momento en que se alistó y cuando se convirtió en denunciante. A través de su experiencia en Irak, le molestó la política de alto nivel que infravaloraba la vida humana y causaba el sufrimiento de civiles y soldados inocentes. Al igual que otros valientes denunciantes, le impulsó sobre todo el deseo de revelar la verdad".
Maguire también se ha licenciado en la Escuela Irlandesa de Ecumenismo del Trinity College de Dublín. Colabora con varias organizaciones Inter eclesiásticas e interreligiosas y es consejera del Consejo Internacional de la Paz. También es patrona del Methodist Theological College, y del Consejo de Irlanda del Norte para la Educación Integrada.
El 15 de abril de 2019 Mairead Maguire recogió en nombre de Julian Assange el premio GUE/NGL para periodistas y defensores del derecho a la información en la sede del Parlamento Europeo.

## Irak y Afganistán
Mairead Maguire expresó su firme oposición a las sanciones de la ONU contra Irak, que según algunos han provocado la muerte de cientos de miles de civiles, calificándolas de "injustas e inhumanas", "un nuevo tipo de bomba" e "incluso más crueles que las armas". Durante una visita a Bagdad con su colega argentino Adolfo Pérez Esquivel en marzo de 1999, Maguire instó al entonces presidente estadounidense Bill Clinton y al primer ministro británico Tony Blair a que pusieran fin a los bombardeos en Irak y permitieran el levantamiento de la sanción de la ONU. "He visto morir a niños con sus madres al lado y sin poder hacer nada", dijo Maguire. "No son soldados".
Tras los atentados de Al Qaeda contra Estados Unidos en septiembre de 2001, cuando quedó claro que Estados Unidos tomaría represalias y desplegaría tropas en Afganistán, Maguire hizo campaña contra la inminente guerra. En la India, afirmó haber marchado con "cientos de miles de indios que caminaban por la paz". En Nueva York, Maguire marchó con 10.000 manifestantes, entre los que supuestamente se encontraban familiares de las víctimas del 11-S, cuando los aviones de guerra estadounidenses ya se dirigían a atacar objetivos talibanes en Afganistán.
En el periodo previo a la invasión de Irak en marzo de 2003, Mairead Maguire hizo una enérgica campaña contra las hostilidades previstas. En su intervención en la 23.ª Conferencia Internacional de Resistentes a la Guerra, celebrada en Dublín (Irlanda) en agosto de 2002, Maguire pidió al gobierno irlandés que se opusiera a la guerra de Irak "en todos los foros europeos y mundiales de los que forme parte". El 17 de marzo de 2003, Día de San Patricio, Maguire protestó contra la guerra ante la sede de las Naciones Unidas con, entre otros activistas, Frida Berrigan. El 19 de marzo, Maguire se dirigió a una audiencia de 300 personas en una capilla del Le Moyne College de Siracusa, Nueva York. "Los ejércitos con todas sus avanzadas armas de destrucción masiva se enfrentan al pueblo iraquí que no tiene nada", dijo a la multitud. "En el lenguaje de cualquiera, no es justo". Por aquel entonces, Maguire celebró una vigilia de 30 días e inició un ayuno líquido de 40 días ante la Casa Blanca, a la que se unieron miembros de Pax Christi USA y líderes de iglesias cristianas. A medida que la guerra se ponía en marcha en los días siguientes, Maguire describió la invasión como una "matanza continua y vergonzosa". "Nos sentamos cada día frente a la Meca en solidaridad con nuestros hermanos y hermanas musulmanes de Irak, y pedimos perdón a Alá", dijo en una declaración a la prensa el 31 de marzo. Maguire comentaría más tarde que los medios de comunicación de Estados Unidos En febrero de 2006, Maguire expresó su opinión de que George W. Bush y Tony Blair "deberían rendir cuentas por haber llevado ilegalmente al mundo a la guerra y por crímenes de guerra contra la humanidad".

## Críticas al presidente Barack Obama
Maguire expresó su decepción por la elección del presidente de Estados Unidos, Barack Obama, como ganador del Premio Nobel de la Paz 2009. "Dicen que es por sus extraordinarios esfuerzos para fortalecer la diplomacia internacional y la cooperación entre los pueblos", dijo, "y sin embargo continúa con la política de militarismo y ocupación de Afganistán, en lugar de dialogar y negociar con todas las partes del conflicto. [...] Conceder este premio al líder del país más militarizado del mundo, que ha llevado a la familia humana contra su voluntad a la guerra, será visto con razón por muchas personas en todo el mundo como una recompensa por la agresión y la dominación de su país",
Tras negarse a reunirse con el Dalái lama durante su visita a Estados Unidos en 2008, alegando conflictos de agenda, Obama se negó a reunirse de nuevo con el líder espiritual tibetano exiliado en 2009. Maguire condenó lo que consideraba la negativa deliberada de Obama a reunirse con el dalái lama, calificándola de "horrorosa".
En su intervención en la ceremonia de entrega de la Medalla Carl von Ossietzky, celebrada en Berlín en diciembre de 2010, Maguire imputó al presidente Obama la responsabilidad penal por la violación del derecho internacional. "Cuando el presidente Obama dice que quiere ver un mundo sin armas nucleares y dice, con respecto a Irán y sus supuestas ambiciones de armas nucleares, que 'todas las opciones [sic] están sobre la mesa', esto es claramente una amenaza de usar armas nucleares, claramente una amenaza criminal contra Irán, según la opinión consultiva del tribunal mundial. La Carta de Nuremberg del 8 de agosto de 1945 dice que la amenaza o el uso de armas nucleares es un delito, por lo que los funcionarios de los nueve estados con armas nucleares que mantienen y utilizan la disuasión nuclear como amenaza están cometiendo delitos e infringiendo el derecho internacional".

## Enfrentamientos con la ley
Mairead Maguire fue detenida en dos ocasiones en Estados Unidos. El 17 de marzo de 2003, fue detenida frente a la sede de las Naciones Unidas en Nueva York durante una protesta contra la guerra de Irak. Ese mismo mes, el 27 de marzo, fue una de los 65 manifestantes contra la guerra detenidos brevemente por la policía tras penetrar en una barricada de seguridad cerca de la Casa Blanca.
En mayo de 2009, tras una visita a Guatemala, las autoridades de inmigración del aeropuerto de Houston (Texas) detuvieron a Maguire durante varias horas, en las que la interrogaron, le tomaron las huellas dactilares y la fotografiaron, por lo que perdió su vuelo de conexión a Irlanda del Norte. "Insistieron en que debía marcar la casilla del formulario de inmigración en la que se admitían actividades delictivas", explicó. A finales de julio de ese mismo año, Maguire volvió a ser detenida por las autoridades de inmigración, esta vez en el aeropuerto internacional de Dulles, en Virginia, cuando se dirigía de Irlanda a Nuevo México para reunirse con su colega Jody Williams. Al igual que en mayo, el retraso hizo que Maguire perdiera su vuelo de conexión.

## Israel
Mairead Maguire visitó por primera vez Israel a los 40 años, en 1984. Llegó entonces como parte de una iniciativa interconfesional que buscaba el perdón de los judíos por los años de persecución de los cristianos en nombre de Jesús. Su segunda visita fue en junio de 2000, esta vez en respuesta a las invitaciones de Rabinos por los Derechos Humanos y el Comité Israelí contra la Demolición de Casas. Los dos grupos habían asumido la defensa de Ahmed Shamasneh en un tribunal militar israelí contra los cargos de construcción ilegal de su casa en la ciudad cisjordana de Qatanna, y Maguire viajó a Israel para observar el proceso judicial y apoyar a la familia Shamasneh.
En una entrevista de 2013, omitió toda mención a su viaje de 1984 a Israel, diciendo que "fui por primera vez a Israel/Palestina por invitación de Rabinos por los Derechos Humanos y el Comité Israelí contra las Demoliciones de Casas" y "quedé absolutamente horrorizada" por las condiciones de vida de los palestinos. Fue después de esa visita cuando "empezó a ir con regularidad" porque tenía "muchas esperanzas de que hubiera una solución a la injusticia entre israelíes y palestinos". En Irlanda del Norte, la gente decía que nunca habría una solución. Pero una vez que la gente empieza a tener la voluntad política y obliga a sus gobiernos a sentarse, puede suceder". Maguire ha criticado en ocasiones duramente al Estado de Israel, pidiendo incluso que se revoque o suspenda su pertenencia a las Naciones Unidas. Ha acusado al gobierno israelí de "llevar a cabo una política de limpieza étnica contra los palestinos. …en el este de Jerusalén" y apoya las iniciativas de boicot y desinversión contra Israel. Concomitantemente, Maguire también ha dicho que ama a Israel y que "vivir en Israel para los judíos, es vivir con miedo a las bombas suicidas y a los cohetes Kassam".
Un perfil de Maguire publicado en 2013 en The Progressive señalaba que "aún no ha perdido su pasión" y que "es la ocupación israelí de Palestina la que ha ocupado gran parte de su atención en los últimos años".

## Defensa de Mordechai Vanunu
Mairead Maguire ha sido una firme defensora de Mordechai Vanunu, antiguo técnico nuclear israelí que reveló detalles del programa de defensa nuclear de Israel a la prensa británica en 1986 y que posteriormente cumplió 18 años de prisión por traición. Maguire voló a Israel en abril de 2004 para saludar a Vanunu tras su liberación y desde entonces ha volado para reunirse con él en Israel en varias ocasiones.
Maguire ha calificado de "draconianas" las condiciones de la libertad condicional de Vanunu -incluyendo una orden especial que prohíbe el contacto con periodistas extranjeros y la negativa a permitirle salir de Israel- y ha dicho que "sigue siendo un prisionero virtual"[78] En una carta abierta dirigida al pueblo israelí en julio de 2010, después de que Vanunu fuera devuelto a prisión por violar las condiciones de su libertad condicional, Maguire instó a los judíos de Israel a solicitar a su gobierno la liberación y la libertad de Vanunu. Elogió a Vanunu como "un hombre de paz", "un gran visionario", "un verdadero espíritu de Gandhi" y comparó sus acciones con las de Alfred Nobel.